# Йорк, Тейлор
Те́йлор Бенжамин Йорк (англ. Taylor Benjamin York; 17 декабря 1989 года, Нашвилл, штат Теннесси, США) — гитарист американской рок-группы Paramore.

## Биография
Тейлор Йорк родился 17 декабря 1989 года в Нашвилле, штат Теннесси. Он был ритм-гитаристом в группе Paramore, однако, после того как Зак и Джош Фарро покинули группу, он стал лидер-гитаристом. Его брат Джастин Йорк, является членом группы Cecil Adora. Отец, Питер Тейлор Йорк, который является квалифицированным гитаристом, учил Джастина и Тейлора играть на инструментах.

### Влияние
Йорк также заявил, что его любимые группы: mewithoutYou, Radiohead, Jimmy Eat World, Yann Tiersen, At the Drive-In, Bjork, Kadawatha и Paper Route.
У него есть два брата, Джастин Йорк, который в настоящее время гастролирует с Paramore, и Крис Йорк.

### Paramore
Тейлор присоединился к группе в 2006, ездил с группой в концертные туры в качестве ритм-гитариста и участвовал в написании «That’s What You Get» и «Conspiracy». 16 июня 2009 года стал официальным членом группы.
Йорк был в группе с братьями Фарро (Джош Фарро и Зак Фарро), прежде чем они встретились с Хейли Уильямс, и первоначально принял участие в написании песен, таких как «Conspiracy» с их дебютного альбома All We Know Is Falling. Йорк играл с Paramore как гастрольный гитарист в течение двух лет (2007—2009), но никогда не был действительным членом, пока не было объявлено 15 июня 2009 года по группе в Livejournal, что теперь он стал официальным членом группы. С 2011 года после ухода Джоша Фарро стал соло-гитаристом группы.

## Инструменты
- Fender Jazzmaster
- Fender Telecaster Thinline[англ.]
- Gibson Les Paul
- Fender Starcaster[англ.]